# Anita Salta
Anita Salta (* 1. September 1937 in New York) ist eine US-amerikanische Opernsängerin (Sopran) und Gesangspädagogin.

## Leben
Anita Salta wuchs in Hollywood auf, wo sie die Hollywood High School und das Los Angeles City-College besuchte und sich in Musik und Sprachen qualifizierte. Schon während der Studienzeit, die sie sich durch ihre Arbeit als Sekretärin bei der Schallplatten-Firma Columbia Records finanzierte, wirkte sie in dem renommierten Roger Wagner Chorale und trat am Ende des Studiums als Rosalinde in Johann Strauß’ Fledermaus auf. Anschließend studierte sie noch bei ihrem Onkel Menotti Salta in New York, gewann in einem Radio-Wettbewerb den Preis der Bertolli-Trading Corporation und des New York City Center. 1959 war sie unter den Finalisten der American Opera Auditions in Cincinnati und hatte ihre Debüts als Aida in Giuseppe Verdis gleichnamiger Oper in Jacksonville (Florida) und in der Toledo-Opera 1959. In den USA trat sie dann sowohl in zahlreichen Kompanien und Rollen auf, als auch in Rundfunk- und Fernsehproduktionen. In den Stadium-Concerts in New York trat sie im August 1960 erstmals mit der Sopranpartie in Carmina Burana von Carl Orff auf (Dirigent: Alfred Wallenstein).
Nach ihrem Wechsel nach Europa wurde sie an eine Reihe deutscher Theater engagiert, darunter in Augsburg, Bremerhaven, Dortmund, Essen, Eutin, Hannover, Kassel, Nürnberg, Stuttgart, Wuppertal. Längere feste Engagements trat sie von 1963 bis 1966 in Bremerhaven und von 1967 bis 1974 in Augsburg an.
Als Odabella in der deutschen Erstaufführung von Verdis Attila in Bremerhaven 1964 (Dirigent: Hans Kindler, Regie: Erich Thormann) wurde sie triumphal gefeiert („welch ein Sopran!“), der Kritiker der Wochenzeitung Die Zeit „war skeptisch gekommen“ und „ging überwältigt“.
Außerordentliche Erfolge als Sängerin und Darstellerin feierte sie auch in der Titelrolle Katerina Ismailova von Schostakowitschs Lady Macbeth von Mzensk (in Augsburg) sowie als Tosca (u. a. in Essen, wo sie von 1974 bis 1980 wirkte).
Nach der Beendigung ihrer Karriere als Sopranistin wirkte sie als Gesangspädagogin. Zu ihren zahlreichen Schülerinnen gehören Birgit Cicha, Franziska Dannheim, Sibylle Eichhorn, Robin Fisher, Susanne Hille, Melody Kielisch, Martina Klesse, Annegret Krella, Cynthia Makris, Anneli Pfeffer, Margaret Russell und Matthias Widmaier.

## Repertoire
Italienische Oper
- Gluck: Alceste – Alceste
- Mozart: Le nozze di Figaro – Contessa
- Mozart: Don Giovanni – Donna Anna
- Mozart: Così fan tutte – Fiordiligi
- Verdi: Attila – Odabella
- Verdi: Il trovatore – Leonora
- Verdi: La traviata – Violetta
- Verdi: Les vêpres siciliennes – Hélène
- Verdi: La forza del destino – Leonora
- Verdi: Don Carlos – Elisabetta
- Verdi: Aida – Aida
- Verdi: Otello – Desdemona
- Puccini: La Bohème – Mimi
- Puccini: Tosca – Floria Tosca
- Puccini: Madama Butterfly – Cho-Cho-San
- Pietro Mascagni: Cavalleria rusticana – Santuzza

Deutsche Oper
- Wagner: Lohengrin – Elsa
- Wagner: Die Meistersinger von Nürnberg – Eva
- Strauss: Salome – Salome
- Strauss: Elektra – Chrysothemis
- Strauss: Der Rosenkavalier – Marschallin
- Strauss: Ariadne auf Naxos – Ariadne

Slawische Oper (gesungen auf Deutsch)
- Glinka Ein Leben für den Zaren – Antonida
- Smetana: Die verkaufte Braut – Marie (Marenka)
- Tschaikowski Eugen Onegin – Tatiana
- Janáček: Jenůfa – Jenůfa
- Schostakowitsch: Lady Macbeth von Mzensk – Katerina Ismailova

Französische und Englische Oper
- Gounod: Faust – Marguerite
- Britten: Albert Herring – Lady Billows